# ببر بايك (أوهايو)
مدينة ببر بايك (Pepper Pike) هي مدينة صغيرة في مقاطعة كاياهوغا في ولاية أوهايو الأمريكية. المدينة تحتل 18.4 كم2 أو 7,1 ميل2. من حيث تاريخها، كانت ببر بيك جزء من منطقة زراعية اسمها «أورانج» بعد ذلك بمئة سنة اصحبت هذه المنطقة عدة موستوطنات مومة وكنيسة. لذلك من الممكن ان تؤسس مدينة ببر بايك في عام 1924. الآن، في عام 2000، بلغ عدد سكان المدينة 6040 ثسمة. مع ان معظم السكان يعملون في مدينة قريبة، مثلا كليفلاند، فان مدينة ببر بايك لا تزال تتقدم تجارتها. المدينة عندها عدة شركات حديثة ودكاكين. وفوق هذا كله فان فيها جامعة ارسلاين وحديقة صغيرة ونواد خاصة كثيرة. من حيث وكومة ببر بايك، هي تتكون من رئيس البلدية ومجلس بلدي. طوال السنة، يجتمعون كل اسبوع لمناقشة مشاكل المدينة المتنوعة. في رأي مجلة كليفلاند، من المناسب ان تسمي مدينة ببر بايك «احسن مدينة في مقاطعة كاياهوغا».

## التركيبة السكانية
قام مكتب تعداد الولايات المتحدة بتحديد بيانات التركيبة السكانية لببر بايك في تعداد الولايات المتحدة. في ما يلي، التركيبة السكانية حسب تعدادي 2000 و2010.

### تعداد عام 2000
بلغ عدد سكان ببين 878 نسمة بحسب تعداد عام 2000، وبلغ عدد الأسر 381 أسرة وعدد العائلات 241 عائلة مقيمة في القرية. في حين سجلت الكثافة السكانية 1,238.1 نسمة لكل ميل مربع (478.0/كم2). وبلغ عدد الوحدات السكنية 430 وحدة بمتوسط كثافة قدره 606.4 نسمة لكل ميل مربع (234.1/كم2).
وتوزع التركيب العرقي للقرية بنسبة 98.29% من البيض و 0.34% من الأمريكيين الأصليين و 0.57% من الأمريكيين ذوي الأصول الآسيوية و 0.11% من الأمريكيين الأفارقة و 0.68% من عرقين مختلطين أو أكثر.
بلغ عدد الأسر 381 أسرة كانت نسبة 22.3% منها لديها أطفال تحت سن الثامنة عشر تعيش معهم، وبلغت نسبة الأزواج القاطنين مع بعضهم البعض 52.2% من أصل المجموع الكلي للأسر، ونسبة 7.1% من الأسر كان لديها معيلات من الإناث دون وجود شريك، وكانت نسبة 36.5% من غير العائلات. تألفت نسبة 32.8% من أصل جميع الأسر من أفراد ونسبة 18.9% كانوا يعيش معهم شخص وحيد يبلغ من العمر 65 عاماً فما فوق. وبلغ متوسط حجم الأسرة المعيشية 2.74، أما متوسط حجم العائلات فبلغ 2.17.
بلغ العمر الوسطي للسكان 48 عاماً. وكانت نسبة 17.3% من القاطنين تحت سن الثامنة عشر، وكانت نسبة 6.4% بين الثامنة عشرة والأربعة وعشرين عاماً، ونسبة 21.9% كانت واقعةً في الفئة العمرية ما بين الخامسة والعشرين والأربعة وأربعين عاماً، ونسبة 26.2% كانت ما بين الخامسة والأربعين والرابعة والستين، ونسبة 28.2% كانت ضمن فئة الخامسة والستين عاماً فما فوق. يوجد لكل 100 أنثى 94.7 ذكر، ويوجد لكل 100 أنثى في الثامنة عشر من عمرها فما فوق 92.1 ذكر.
بلغ متوسط دخل الأسرة في القرية 36,319 دولار، أما متوسط دخل العائلة فبلغ 41,250 دولار. وكان متوسط دخل الذكور 31,393 دولار مقابل 22,875 دولار للإناث. وسجل دخل الفرد الخاص بالقرية 17,755 دولار. وكانت نسبة 2.0% من العائلات ونسبة 5.8% من السكان تحت خط الفقر، وكان من هؤلاء نسبة 7.5% تحت سن الثامنة عشر ونسبة 11.2% في الخامسة والستين من العمر وما فوق.

### تعداد عام 2010
بلغ عدد سكان ببر بايك 5,979 نسمة بحسب تعداد عام 2010، وبلغ عدد الأسر 2,176 أسرة وعدد العائلات 1,753 عائلة مقيمة في المدينة. في حين سجلت الكثافة السكانية 846.9 نسمة لكل ميل مربع (327.0/كم2). وبلغ عدد الوحدات السكنية 2,349 وحدة بمتوسط كثافة قدره 332.7 لكل ميل مربع (128.5/كم2).
وتوزع التركيب العرقي للمدينة بنسبة 86.3% من البيض و 0.2% من الأمريكيين الأصليين و 5.5% من الأمريكيين ذوي الأصول الآسيوية و 6.5% من الأمريكيين الأفارقة و 1.6% من عرقين مختلطين أو أكثر.
بلغ عدد الأسر 2,176 أسرة كانت نسبة 31.3% منها لديها أطفال تحت سن الثامنة عشر تعيش معهم، وبلغت نسبة الأزواج القاطنين مع بعضهم البعض 73.5% من أصل المجموع الكلي للأسر، ونسبة 5.7% من الأسر كان لديها معيلات من الإناث دون وجود شريك، بينما كانت نسبة 1.4% من الأسر لديها معيلون من الذكور دون وجود شريكة وكانت نسبة 19.4% من غير العائلات. تألفت نسبة 16.8% من أصل جميع الأسر من أفراد ونسبة 9.4% كانوا يعيش معهم شخص وحيد يبلغ من العمر 65 عاماً فما فوق. وبلغ متوسط حجم الأسرة المعيشية 2.91، أما متوسط حجم العائلات فبلغ 2.59.
بلغ العمر الوسطي للسكان 49.2 عاماً. وكانت نسبة 23.6% من القاطنين تحت سن الثامنة عشر، وكانت نسبة 6.4% بين الثامنة عشرة والأربعة وعشرين عاماً، ونسبة 14.1% كانت واقعةً في الفئة العمرية ما بين الخامسة والعشرين والأربعة وأربعين عاماً، ونسبة 32.5% كانت ما بين الخامسة والأربعين والرابعة والستين، ونسبة 23.4% كانت ضمن فئة الخامسة والستين عاماً فما فوق. وتوزع التركيب الجنسي للسكان بنسبة 46.5% ذكور و53.5% إناث.